# باول ر. باتون
باول ر. باتون (بالإنجليزية: Paul R. Patton)‏ هو فيلسوف أسترالي، ولد في 1950 في أستراليا.